# أغسطس إيكنجرين
أغسطس إيكنجرين (بالسويدية: August Ekengren)‏ (و. 1861 – 1920 م) هو دبلوماسي من السويد . ولد في ستوكهولم .
توفي في واشنطن العاصمة .

## التعليم
تعلم في جامعة أوبسالا